# Fasádismus

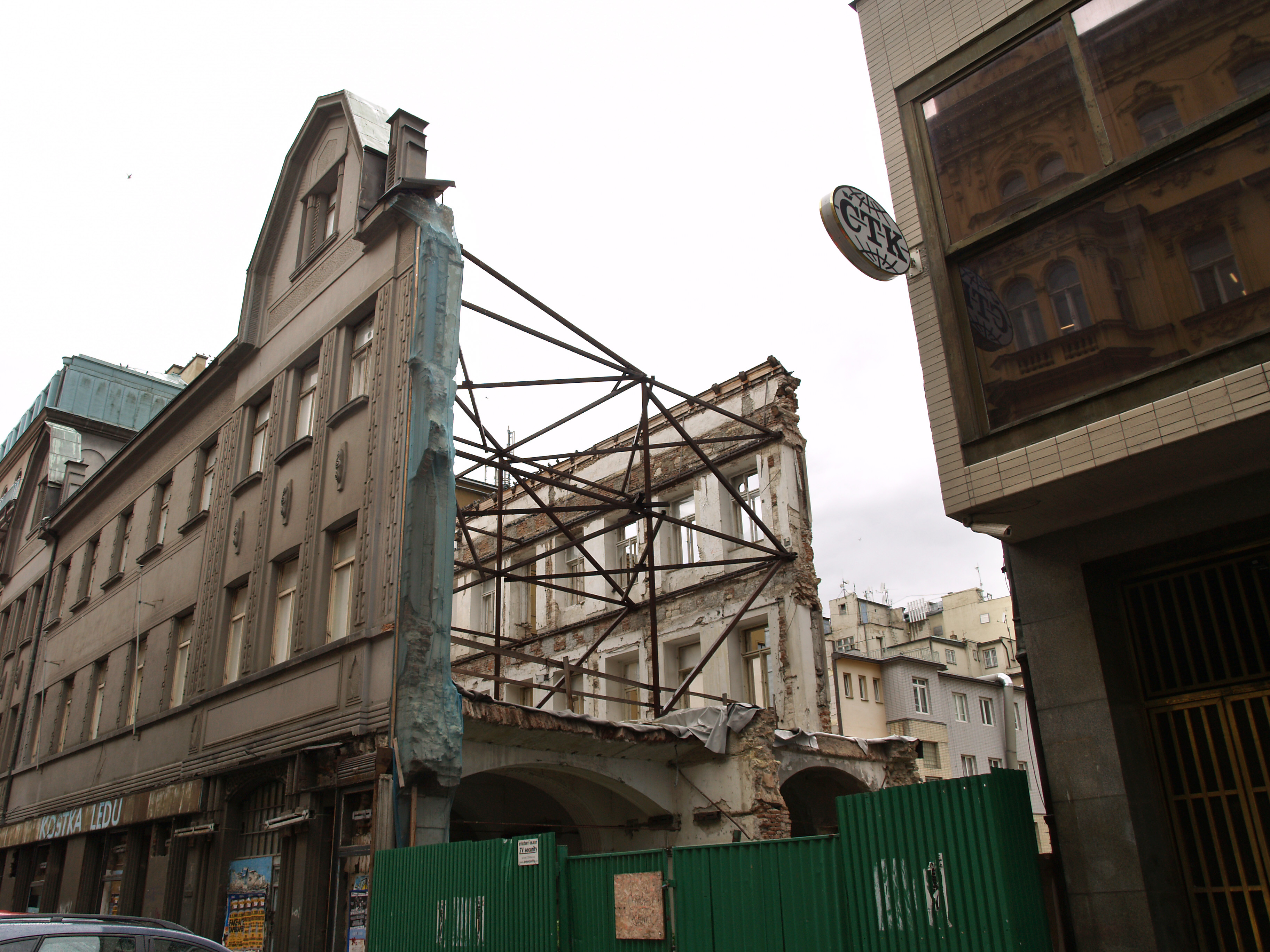
Dům č. 920/3 v Opletalově ulici v Praze při fasádistické rekonstrukci v roce 2009

Fasádismus je používání postupu rekonstrukce, kdy je historická budova z podstatné části zbořena a je z ní ponechána pouze fasáda, za niž je vestavěna novostavba. Fasádismus je metoda investorů, jak zachovat původní vzhled ulice a částečně vyhovět požadavkům památkové péče a přitom se jí nenechat příliš omezovat. Některá města a obecní a městské orgány fasádismus podporují jako formu revitalizace městských center s využitím peněz soukromých investorů, když na prostou konzervační rekonstrukci a údržbu by se jich nedostávalo. Zastánci původní podoby památek a konzervačního přístupu k památkové péči však protestují proti nevratnému ničení hodnoty staveb a označují fasádismus za projev pokryteckého a nekulturního přístupu k odkazu a dílu předešlých generací a za nepochopení podstaty památkové péče, v níž nejde jen o zachování kulisy průčelí.

## Historie
Fasádismus se začal objevovat v 70. letech 20. století v západní Evropě poté, co se zvedla vlna občanského odporu proti úplným demolicím (francouzsky Renouvellement avec bulldozer, renovace buldozerem, německy Zweite Zerstörung, druhé zničení – poukaz na to, že plánovanými demolicemi bylo zničeno více památek než za druhé světové války).
Mezinárodní rada pro památky a sídla (ICOMOS) v lednu 1999 v Paříži uspořádala konferenci, jejímž cílem bylo analyzovat fenomén fasádismu, hledat kritéria a navrhnout opatření pro přístup k památkám a dohled nad fasádismem.
Trvá však i ekonomický tlak na úplné demolice, jichž se někteří investoři snaží dosáhnout získáním posudku o stavební poruše nebo havarijním stavu, kterému může dopomoci i předchozí záměrné zanedbání nebo i aktivní podpora chátrání budovy, popřípadě získání neobjektivního posudku. Jinou metodou je, že investor při rekonstrukci nerespektuje stanoviska památkářů a spoléhá na to, že buď se investorovi vyplatí zaplatit pokutu, anebo se podaří vyváznout bez postihu.

### Praha
V Praze bylo od počátku 90. let tímto způsobem rekonstruováno již mnoho budov, například Ringhoferova továrna (Centrum Nový Smíchov), novobarokní hotel Kriváň na náměstí I. P. Pavlova, novobarokní dům, dnes palác Darex na Václavském náměstí (1995), kasárna na náměstí Republiky (Palladium) a mnohé další. Prvními případy v Praze bylo v roce 1990 několik přízemních domků na Novém Světě na Hradčanech, kromě Pražské památkové rezervace však fasádistický přístup postihl i rekonstrukce mnoha domů převážně z 19. století v zástavbě Karlína, Libně, Smíchova, Vinohrad a Žižkova.
Předsedkyně klubu Za starou Prahu Kateřina Bečková se domnívá, že v Praze nejsou vztahy investorů a magistrátu úplně standardní: „Ten, kdo dostal pokutu, nejspíš nezaplatil úplatek, nebo na magistrátu nemá kamarády.“ Mnohdy stanovisko památkářů nerespektuje ani příslušný stavební úřad a povolí rekonstrukci i přes nesouhlas památkářů, jako se stalo v případě pražských obchodních center Nový Smíchov a Palladium. Památky mnohdy utrpí na autenticitě a historické hodnotě i adaptacemi pro nový účel.

### Zlín
Ve Zlíně došlo k demolici objektu bývalé Záložny architekta Dominika Freye z roku 1897. Aby však byla zachována právě část historické fasády, byla tato při stavbě dnešního obchodního a zábavního centra Zlaté jablko ponechána.